# Medusanthera carolinensis
Medusanthera carolinensis là một loài thực vật có hoa trong họ Stemonuraceae. Loài này được (Kaneh.) R.A. Howard mô tả khoa học đầu tiên năm 1940.